# Gabriel Angulo
Gabriel Angulo (* 1987 in Monterrey) ist ein mexikanischer Schauspieler und ein Model.

## Leben
Angulo wurde 1987 in Monterrey geboren. Neben seiner Muttersprache Spanisch spricht er fließend Englisch sowie gutes Deutsch und verfügt über Grundkenntnisse in Italienisch. 2019 belegte er Workshops an der New York Film Academy und am CasAzul Escuela de Artes Escénicas y Audiovisuales. Ab demselben Jahr wirkte er in Werbespots des Autoherstellers Toyota mit. Es folgten erste Rollenbesetzungen in verschiedenen Kurzfilmproduktionen sowie 2022 Mitwirkungen in jeweils zwei Episoden der Fernsehserien Parientes a la fuerza und Moskito-Küste. 2023 stellte er in dem vom Filmstudio The Asylum produzierten Tierhorrorfilm Blind Waters die Rolle des Ramirez, einem Bootsverleiher, dar. Im selben Jahr hatte er Episodenrollen in den Fernsehserien Pacto de silencio und Un día para vivir inne. 2024 wirkte er in einer Episode der Fernsehserie ¿Quién lo mató? mit.
Er ist auch als Theaterschauspieler tätig. 2019 verkörperte er in dem von Simon Sepulveda inszenierten Stück Tony y Taibele die titelgebende Hauptrolle. Ab demselben Jahr bis einschließlich 2020 spielte er im Stück Cristales Rotos des Regisseurs Hernan Galindo mit.

## Filmografie (Auswahl)
- 2019: Perenne (Kurzfilm)
- 2019: Todo sobre mí (Kurzfilm)
- 2021: Otra vez Juan? (Kurzfilm)
- 2022: Parientes a la fuerza (Fernsehserie, 2 Episoden)
- 2022: Moskito-Küste (The Mosquito Coast, Fernsehserie, 2 Episoden)
- 2023: Blind Waters
- 2023: Pacto de silencio (Fernsehserie, Episode 1x07)
- 2023: Un día para vivir (Fernsehserie, Episode 3x59)
- 2024: ¿Quién lo mató? (Fernsehserie, Episode 1x04)

## Theater (Auswahl)
- 2019: Tony y Taibele, Regie: Simon Sepulveda
- 2019–2020: Cristales Rotos, Regie: Hernan Galindo